# Zebrasoma xanthurum

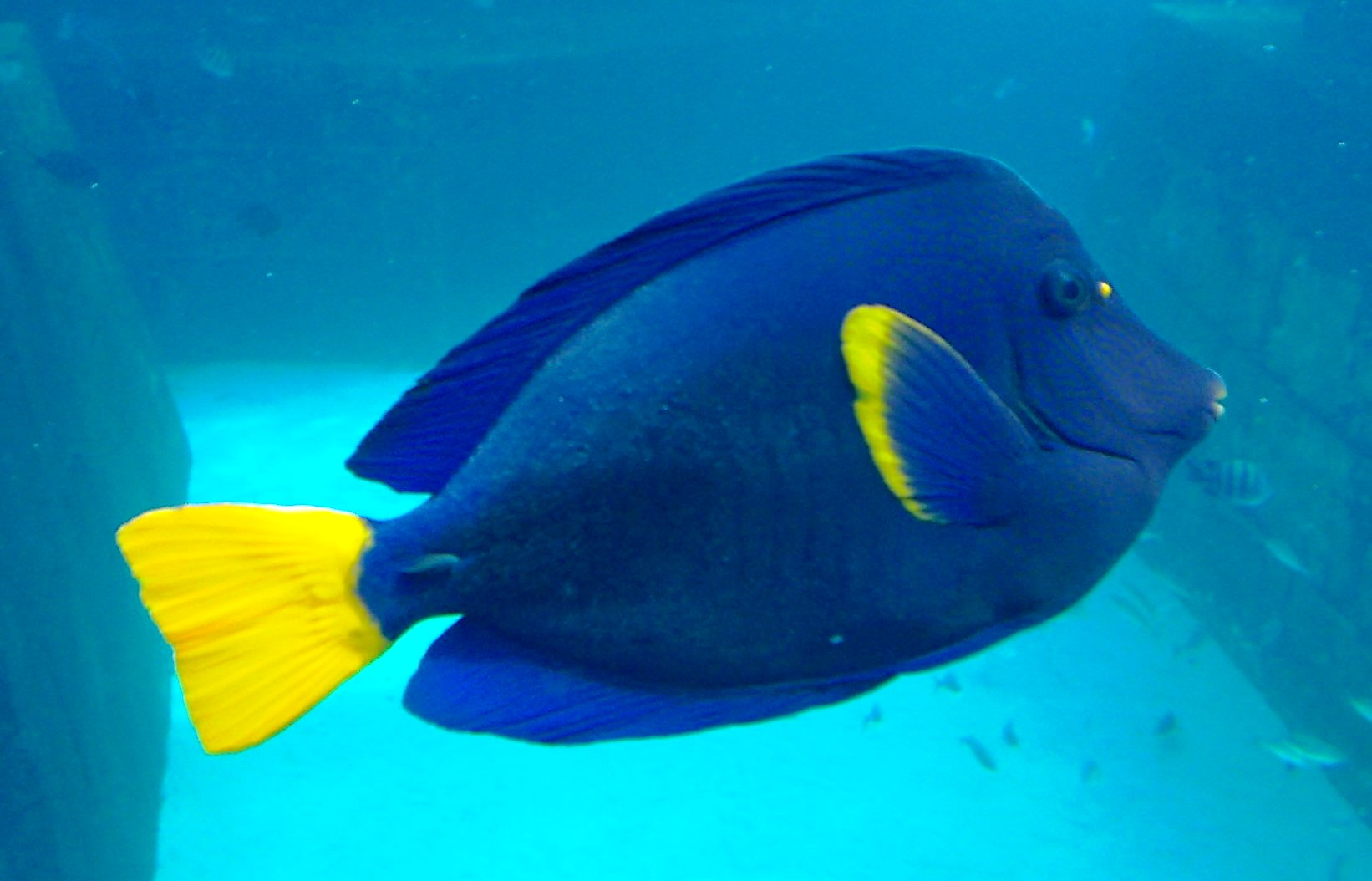
Exemplar no Dubai Atlantis Aquarium

Zebrasoma xanthurum, conhecido como peixe-cirurgião-de-cauda-amarela, cirurgião-vela-roxo ou cirurgião-roxo, é uma espécie de peixe-cirurgião do gênero Zebrasoma. Possui o corpo todo roxo-azulado, com exceção da barbatana caudal, que é amarela. Diferente dos outros peixes-cirurgião, essa espécie possui os dois espinhos no pedúnculo caudal branco. É uma espécie nativa do Oceano Índico oeste.

## Biologia
O peixe-cirurgião de cauda-amarela usa seus espinhos para se proteger de predadores. É uma espécie diurna e ao final da tarde se esconde nas fendas de rochas e corais.
Costuma ser encontrado nas profundidades entre 0 - 20 m. Frequentemente são vistos nadando em cardumes, mas juvenis costumam a ser encontrados sozinhos. Seu habitat natural são os recifes de corais costeiros. Ocasionalmente são pegos por redes de arrasto, mas não é uma espécie consumida, são frequentemente vistos em comércios de aquários.
A espécie possui dentes faríngicos que o ajudam na alimentação à base de algas filamentosas.

## Distribuição
São nativos do Oceano Índico oeste, do Mar Vermelho até o Golfo Pérsico. Exemplares já foram registrados nas Maldivas.

## Introdução no Mar Mediterrâneo
Em 2015 na costa de Ólbia na Itália, foi avistado e fotografado um individuo pela co-proprietária do Centro de Mergulho Porto San Paolo Luana Magnani. Não se sabe como a espécie apareceu no Mar Mediterrâneo, mas possivelmente foi libertada por um aquarista ou tenha feito a migração Lessepsiana.